# Фестиваль гагаузских ковров
Фестиваль гагаузских ковров (гаг. Gagauz kilimneri) — региональный фестиваль в селе Гайдар Чадыр-Лунгского района Гагаузии, проводимый центром ковроткачества ежегодно в августе. Фестиваль проводится ежегодно начиная с 2013 года. Мероприятия проходят на территории историко-архитектурного памятника начала XX века — ветряной мельницы.
Ковроткачество занимает особое место в культуре Молдовы и включено в Список нематериального культурного наследия человечества UNESCO.

## История
Есть разные мнения когда появились гагаузские этнические ковры, но большинство историков полагает, что они появились в XVIII веке в период массового переселения гагаузов в Буджакскую степь. Ковры стали не только символом домашнего уюта, но и культурным кодом гагаузов, вставшим в один ряд другими формами прикладного искусства Гагаузии. Рисунок гагаузского ковра основан на природных элементах, ключевым из которых стала роза, попавшая в Гагаузию из Турции.
Искусство гагаузского ковроткачества постоянно совершенствовалось, шёл выбор композиций и особой цветовой гаммы. Ковры, созданные из чистой шерсти, описывались в письменных источниках как изысканные произведения. Они передавались из поколения в поколение как семейные реликвии, но в послевоенном 1946 году, из-за голода и бедности, многие были вынуждены продать свои ковры. Несмотря на это, на фестивале ковров можно увидеть ковры, возраст которых превышает сто лет. А самый старый ковёр сделан полтора века назад. Каждое изделие несет в себе историю отдельной семьи. Отдельные ковры посвящены обрядам сватовства, в то время как другие изображают обряд похищения невесты.
В давние времена наличие настоящего ковра в приданом было показателем статуса невесты. Гагаузский ковёр сегодня часто выступает в качестве официального подарка правительства Гагаузии членам правительственных делегаций других стран.

## Цели
Цель фестиваля Gagauz kilimneri заключается в возрождении национальных традиций гагаузского ковроткачества, пропаганде и развитии национальной культуры, привлечении туристов и обучении молодого поколения. Фестиваль также предоставляет возможность гостям познакомиться с культурой и традициями других народов, проживающих на территории Автономии, поддерживает мастеров, восстанавливающих традиции ручного ткачества. Мастер-классы стали традиционной частью праздника, где ткачи делятся опытом и демонстрируют свое мастерство.
Фестиваль ковров не ограничивается лишь коврами. Это также ярмарка народного искусства, включающая в себя местную еду и праздничные концерты с народными танцами.

## Участники
Особенностью культурно-массового мероприятия являются национальные подворья, представляющие различные культуры: Томай — гагаузскую, Кирсово — болгарскую, Ферапонтьевка — украинскую, а администрация Кагульского района — молдавскую. Эти элементы придают фестивалю разнообразие и позволяют гостям ближе познакомиться с многообразием и богатством культур.

## Фестиваль 2021 года
На фестивале были представлены ковры, некоторым из которых уже более ста лет и которые являются ручными творениями, передаваемыми из поколения в поколение. Многие из этих произведений ткаческого искусства находятся в музейных фондах, а другие хранились в частных коллекциях более века. Лучшие из ковров были награждены.
Башкан Гагаузии, Ирина Влах, подчеркнула важность бережного отношения к традициям и обрядам, призывая участников фестиваля активно участвовать в сохранении культуры гагаузского народа.
Фестиваль также включал в себя мастер-классы гагаузских национальных обычаев, ярмарку ремесленников и концертную программу. Владельцы четырёх лучших ковров были выделены организаторами фестиваля для особой награды.